# Ma'an ibn Zaida
Ma'an ibn Zaida is een gedicht van J.H. Leopold dat vermoedelijk in 1923-1924 werd voltooid.

## Geschiedenis
Op 7 december 1889 stuurde Gerlof van Vloten aan zijn vroegere studievriend aan de Universiteit Leiden Leopold een brief met een Arabische vertaling van de geschiedenis van Ma'an ibn Zaida die een land bestuurde als leengoed van de Omajjaden. Hij moest echter vluchten toen dat rijk door het kalifaat van de Abbasiden werd overgenomen. Van Vloten stuurde het Leopold toe opdat hij daarmee een onderwerp voor een nieuw gedicht zou hebben. Inderdaad maakte Leopold een gedicht met de gelijknamige titel als de bestuurder.
Het gedicht verscheen in het tweedelige, in 1951-1952 verschenen Verzameld werk. De historisch-kritische uitgave van Leopolds nagelaten gedichten (1985) sluit niet uit dat Leopold na ontvangst van de brief van Van Vloten is begonnen met het gedicht maar veronderstelt dat het gedicht, dat in het zogenaamde derde handschriftcahier in Leopolds nalatenschap staat, in de jaren 1923-1924 is afgerond. Het is het laatste gedicht in de reeks Oostersch III.
Het werd tweemaal bibliofiel uitgegeven: in 1980 te Baarn door de Arethusa Pers van Herber Blokland en in 1992 te Oosterhesselen door De Klencke Pers van Cees van Dijk.